# Аусерферрера
Аусерферрера (нем. Ausserferrera) — деревня и бывшая коммуна в Швейцарии, в кантоне Граубюнден.
До 2007 года имела статус отдельной коммуны. 1 января 2008 года объединена с коммуной Иннерферрера в новую коммуну Феррера.
Входит в состав региона Виамала (до 2015 года входила в округ Хинтеррайн).
Население составляет 47 человек (на 31 декабря 2006 года). Официальный код  —  3702.

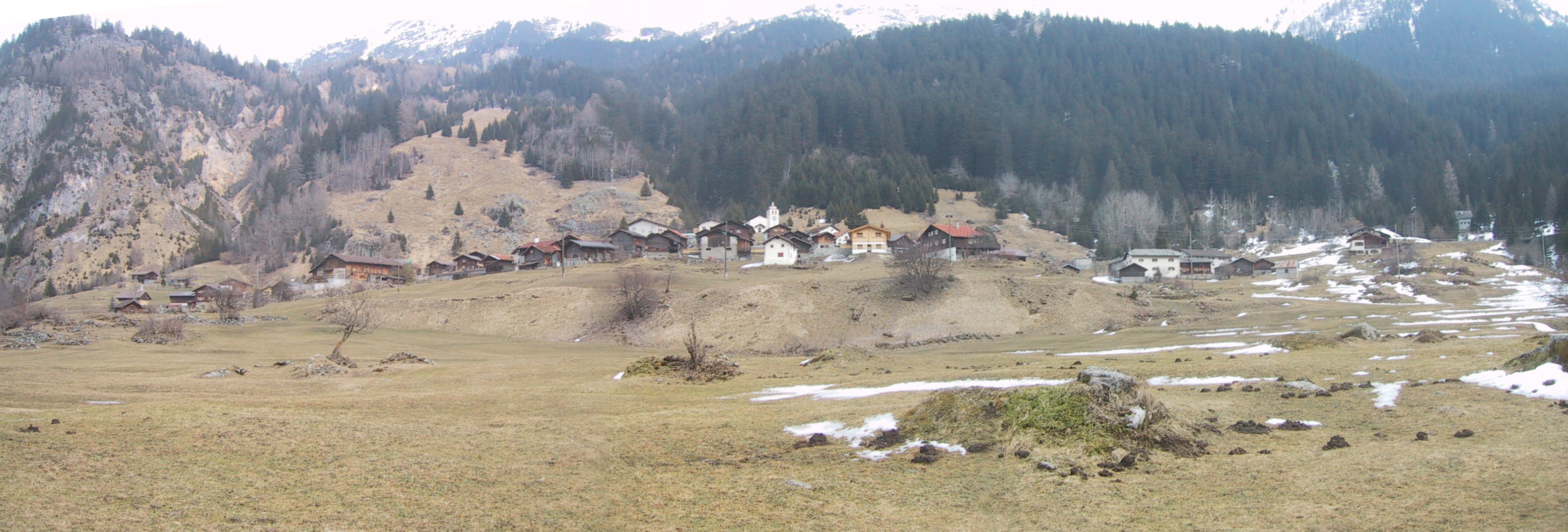
Аусерферрера